# Puchar COSAFA 2001
COSAFA Cup 2001 – odbył się w dniach od 11 lutego do 30 września 2001 roku. W turnieju wystartowało 11 drużyn narodowych:
- Angola
- Botswana
- Lesotho
- Malawi
- Mauritius
- Mozambik
- Namibia
- Południowa Afryka
- Suazi
- Zambia
- Zimbabwe

Zwycięzcą turnieju została Angola.

## Pierwsza runda
| 11 lutego 2001                                                   | Suazi | 0:0 k. 2:1                                                                     | Zambia | Lobamba, Suazi Sędzia: Justino Faduco (Mozambik) |
|                                                                  |       |                                                                                |        |                                                  |
|                                                                  |       | Rzuty karne                                                                    |        |                                                  |
| Dumisa Dlamini · Siza Dlamini · Mfanzile Dlamini · Wonder Nhleko |       | Chanda Mwape · Mark Sinyangwe · Denis Lota · Laughter Chilembe · Charles Bwale |        |                                                  |

| 17 marca 2001 | Botswana | 0:10:0 | Malawi · 75' Essau Kanyenda | Gaborone, Botswana Sędzia: Frank Mlangeni (Suazi) |
|               |          |        |                             |                                                   |

| 8 kwietnia 2001 | Mauritius · Kersley Appou 87' | 1:00:0 | Namibia | Bellevue, Mauritius Sędzia: Kuedza Nchengwa (Botswana) |
|                 |                               |        |         |                                                        |

| 29 kwietnia 2001 | Mozambik | 0:30:1 | Republika Południowej Afryki · 25' Pollen Ndlanya · 68' Nkosinathi Nhleko · 89' Clement Mazibuko | Maputo, Mozambik Sędzia: Mohau Sentsho (Lesotho) |
|                  |          |        |                                                                                                  |                                                  |

## Ćwierćfinały
Do ćwierćfinałów dołączyły również drużyny Zimbabwe (mistrz), Angoli, Lesotho oraz Zambii (półfinaliści).
| 16 czerwca 2001 | Angola · Quinzinho 12' | 1:0 | Mauritius | Luanda, Angola Sędzia: Jerry Ngwenya (RPA) |
|                 |                        |     |           |                                            |

| 24 czerwca 2001 | Lesotho · Teele Ntsonyana 57' | 1:20:1 | Mauritius · 18' Harry Milanzi · 48' Gift Kampamba | Maseru, Lesotho Sędzia: Joseph Musasa (Zimbabwe) |
|                 |                               |        |                                                   |                                                  |

| 8 lipca 2001 | Zimbabwe · Ronald Sibanda 26' · Luke Jukelile 56' | 2:11:0 | Suazi · 72' Wonder Nhleko | Harare, Zimbabwe Sędzia: Jose Antonio de Sousa (Angola) |
|              |                                                   |        |                           |                                                         |

| 21 lipca 2001 | Malawi · Patrick Mabedi 84' | 1:00:0 | Republika Południowej Afryki | Blantyre, Malawi Sędzia: Abdul Madarbocus (Mauritius) |
|               |                             |        |                              |                                                       |

## Półfinały
| 18 sierpnia 2001                                             | Zambia · Chaswe Nsofwa 36' | 1:1 k. 2:41:1                                         | Angola · 11' Akwá | Lusaka, Zambia Sędzia: Samuel Moeketsi (Lesotho) |
|                                                              |                            |                                                       |                   |                                                  |
|                                                              |                            | Rzuty karne                                           |                   |                                                  |
| Ian Bakala · Clive Hachilensa · Rotson Kilambe · Jones Mwewa |                            | Sebastião Gilberto · Yamba Asha · Zico · Flávio Amado |                   |                                                  |

| 25 sierpnia 2001 | Malawi | 0:20:1 | Zimbabwe · 21' Edzai Kasinauyo · 58' Maxwell Dube | Blantyre, Malawi Sędzia: Robin Williams (RPA) |
|                  |        |        |                                                   |                                               |

## Finał

### I mecz
| 16 września 2001 | Angola | 0:0 | Zimbabwe | Luanda, Angola Sędzia: Walter Mochubela (RPA) |
|                  |        |     |          |                                               |

### II mecz
| 30 września 2001 | Zimbabwe | 0:10:0 | Angola · 87' Flávio Amado | Harare, Zimbabwe Sędzia: Lim Kee Chong (Mauritius) |
|                  |          |        |                           |                                                    |

| ZWYCIĘZCA COSAFA CUP 2001: ANGOLA DRUGI TYTUŁ |

## Strzelcy
W turnieju zdobyto 18 bramek. Nikt nie strzelił więcej niż jednej.
Oto strzelcy według kolejności strzelenia:
- Essau Kanyenda
- Kersley Appou
- Pollen Ndlanya
- Nkosinathi Nhleko
- Clement Mazibuko
- Quinzinho
- Harry Milanzi
- Gift Kampamba
- Teele Ntsonyana
- Ronald Sibanda
- Luke Jukelile
- Wonder Nhleko Suazi
- Patrick Mabedi
- Akwá
- Chaswe Nsofwa
- Edzai Kasinauyo
- Maxwell Dube
- Flávio Amado

## Żółte kartki
Na turnieju rozdano 33 żółte kartki. Oto lista piłkarzy, którzy je otrzymali według kolejności dostania:
- Elijah Tana (32', mecz Suazi-Zambia)
- Ian Bakala (81', mecz Suazi-Zambia)
- Shimane Kgope (42', mecz Botswana-Malawi)
- Kersley Appou (14', mecz Mauritius-Namibia)
- Razundura Tjikuzu (20', mecz Mauritius-Namibia)
- Johannes Hindjou (59', mecz Mauritius-Namibia)
- Gilbert Bayaram (89', mecz Mauritius-Namibia)
- Jossias (31', mecz Mozambik-RPA)
- Nelinho (89', mecz Mozambik-RPA)
- Quinzinho (20', mecz Angola-Mauritius)
- Johnny Edmond (26', mecz Angola-Mauritius)
- Ashik Punchoo (66', mecz Angola-Mauritius)
- Jimmy Cundasami (89', mecz Angola-Mauritius)
- Harry Milanzi (25', mecz Lesotho-Zambia)
- Jones Mwewa (82', mecz Lesotho-Zambia)
- John Mdluli (35', mecz Zimbabwe-Suazi)
- Matthew Booth (31', mecz Malawi-RPA)
- Clement Kafwafwa (44', mecz Malawi-RPA)
- Fabian McCarthy (75', mecz Malawi-RPA)
- Harry Milanzi (15', mecz Zambia-Angola)
- Juliao (20', mecz Zambia-Angola)
- Flávio Amado (30', mecz Zambia-Angola)
- Avelino Lopes (44', mecz Zambia-Angola)
- Yamba Asha (53', mecz Zambia-Angola)
- Chaswe Nsofwa (54', mecz Zambia-Angola)
- Akwá (87', mecz Zambia-Angola)
- Wesley Gilbert (23', mecz Malawi-Zimbabwe)
- Esau Kanyenda (89', mecz Malawi-Zimbabwe)
- Renato (68', mecz Angola-Zimbabwe)
- Masiku (71', mecz Angola-Zimbabwe)
- Yamba Asha (43', mecz Zimbabwe-Angola)
- Mpofu (88', mecz Zimbabwe-Angola)
- Didi (82', mecz Zimbabwe-Angola)

## Czerwone kartki
Na turnieju rozdano cztery czerwone kartki. Oto lista piłkarzy, którzy je otrzymali według kolejności dostania:
- Andrew Rabutla (62', mecz Mozambik-RPA)
- Gonclaves Fumo (71', mecz Mozambik-RPA)
- Laughter Chilembi (60', mecz Lesotho-Zambia)
- Benjamin Mwaruwaru (66', mecz Zimbabwe-Angola)